# Statstjänstemännens riksförbund
Statstjänstemännens riksförbund, SR, före 1946 med benämningen Sveriges statstjänstemannanämnd, var en svensk facklig organisation för statsanställda, bildad 1917. 
SR var Sveriges äldsta och samtidigt minsta huvudorganisation för statstjänstemän och tillskansade sig i etapper regelmässig förhandlingsrätt. 1975 gick förbundet upp i SACO, till 1989 under namnet SACO/SR.

## Ordförande

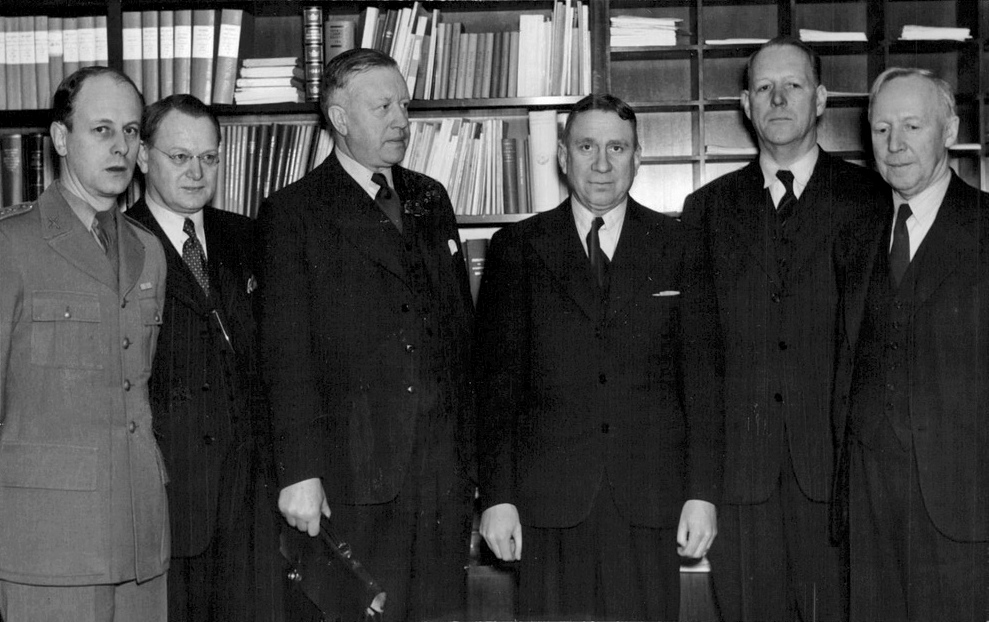
En deputation från "det nybildade Statstjänstemännens riksförbund" hos finansminister Ernst Wigforss (längst till höger), den 10 februari 1944. Ordföranden landsfiskal Sven Wadenius till vänster om Wigforss.

### Sveriges statstjänstemannanämnd
- Mårten Morton (1917–1919)
- Fredrick Block (1919–1921)
- Theofil Andersson (1921–1930)
- Gunnar Lager (1930–1933)
- Cornelius Sjövall (1933–1943)
- Sven Wadenius (1943–1946)

### Statstjänstemännens riksförbund
- Sven Wadenius (1944)
- Hans Dahlberg (1945–1946)
- Sven Wadenius (1946–1955)
- Karl Silfverberg (1955–1959)
- Georg Nyqvist (1959–1964)
- Gustav Lindgren (1964–1968)
- B.M Ericson (1968–1971)
- Ola Wiberg (1971–1974)